# Beach City (Ohio)
Beach City es una villa ubicada en el condado de Stark en el estado estadounidense de Ohio. En el Censo de 2010 tenía una población de 1033 habitantes y una densidad poblacional de 870,84 personas por km².

## Geografía
Beach City se encuentra ubicada en las coordenadas 40°39′11″N 81°34′47″O / 40.65306, -81.57972. Según la Oficina del Censo de los Estados Unidos, Beach City tiene una superficie total de 1.19 km², de la cual 1.19 km² corresponden a tierra firme y (0%) 0 km² es agua.

## Demografía
Según el censo de 2010, había 1033 personas residiendo en Beach City. La densidad de población era de 870,84 hab./km². De los 1033 habitantes, Beach City estaba compuesto por el 97.58% blancos, el 0.39% eran afroamericanos, el 0.19% eran amerindios, el 0% eran asiáticos, el 0% eran isleños del Pacífico, el 0.19% eran de otras razas y el 1.65% pertenecían a dos o más razas. Del total de la población el 0.77% eran hispanos o latinos de cualquier raza.